# Juan Antonio Zamora
Juan Antonio Zamora (Tarazona, 1940) més conegut com a Natàlio, és un expilotaire valencià, considerat com la màxima figura de l'esport en la localitat de Torrent. Debutà als 17 ó 18 anys i disputa les primeres partides a Alberic, si bé seria al Zurdo de Gandia on més i millor jugaria. Se'l considera un dels millors mitgers dels anys setanta i huitanta. En retirar-se, va dirigir el Trinquet de Torrent per 18 anys.